# ورخنه‌شاکاروو
ورخنه‌شاکاروو (انگلیسی: Verkhneshakarovo) یک شهرک در شهرستان استرلیباشفسکی استان باشقیرستان کشور روسیه است.